# Pallamano Belluno
La Pallamano Belluno è una società di pallamano italiana con sede nella città di Belluno. Milita attualmente in Serie A Silver.

## Storia
Fondata nel 1989, la Pallamano Belluno ha sempre militato nelle categorie minori. Nella stagione 2022-23 viene accettata dalla FIGH la richiesta di ripescaggio in Serie A2 e così per la prima volta in oltre trent'anni Belluno solca i campi di un campionato nazionale. Salvatasi al termine del campionato, complice la riforma dei campionati, Belluno gioca la Serie A Bronze (terzo livello): il campionato è comunque trionfale, con la squadra dolomitica che in un avvincente testa a testa con Bologna United e San Vito Marano riesce, assieme agli emiliani, ad ottenere la promozione in Serie A Silver.

## Rosa 2025-2026
| N° | Naz.                 | Ruolo | Sportivo              | Anno |  |  |
| -- | -------------------- | ----- | --------------------- | ---- |  |  |
| 2  | Italia (bandiera)    | A     | Andrea Bogo           | 1996 |  |  |
| 6  | Italia (bandiera)    | PV    | Leonardo Cimbro       | 1997 |  |  |
| 7  | Italia (bandiera)    | T     | Ilario Bortolot       | 2002 |  |  |
| 8  | Italia (bandiera)    | A     | Emanuele Tocchetto    | 1994 |  |  |
| 12 | Croazia (bandiera)   | P     | Stefan Manojlović     | 1992 |  |  |
| 14 | Italia (bandiera)    | T     | Lorenzo Piccin        | 2005 |  |  |
| 15 | Italia (bandiera)    | A     | Simone Di Gregorio    | 1999 |  |  |
| 16 | Italia (bandiera)    | P     | Giacomo De Gol        | 2005 |  |  |
| 17 | Italia (bandiera)    | PV    | Christian Chiaversoli | 2000 |  |  |
| 18 | Italia (bandiera)    | T     | Gabriele Lotto        | 2005 |  |  |
| 19 | Italia (bandiera)    | PV    | Enrico Cella          | 2004 |  |  |
| 55 | Italia (bandiera)    | T     | Andrea Argentin       | 1995 |  |  |
|    | Argentina (bandiera) | T     | Gustavo Guerrero      | 1995 |  |  |
|    | Ungheria (bandiera)  | T     | István Kovácsevics    | 2001 |  |  |

- Allenatore:  Filiberto Kokuca
- Preparatore dei portieri:  Eugenio Pugliese